# Ben Barnes (Schauspieler)

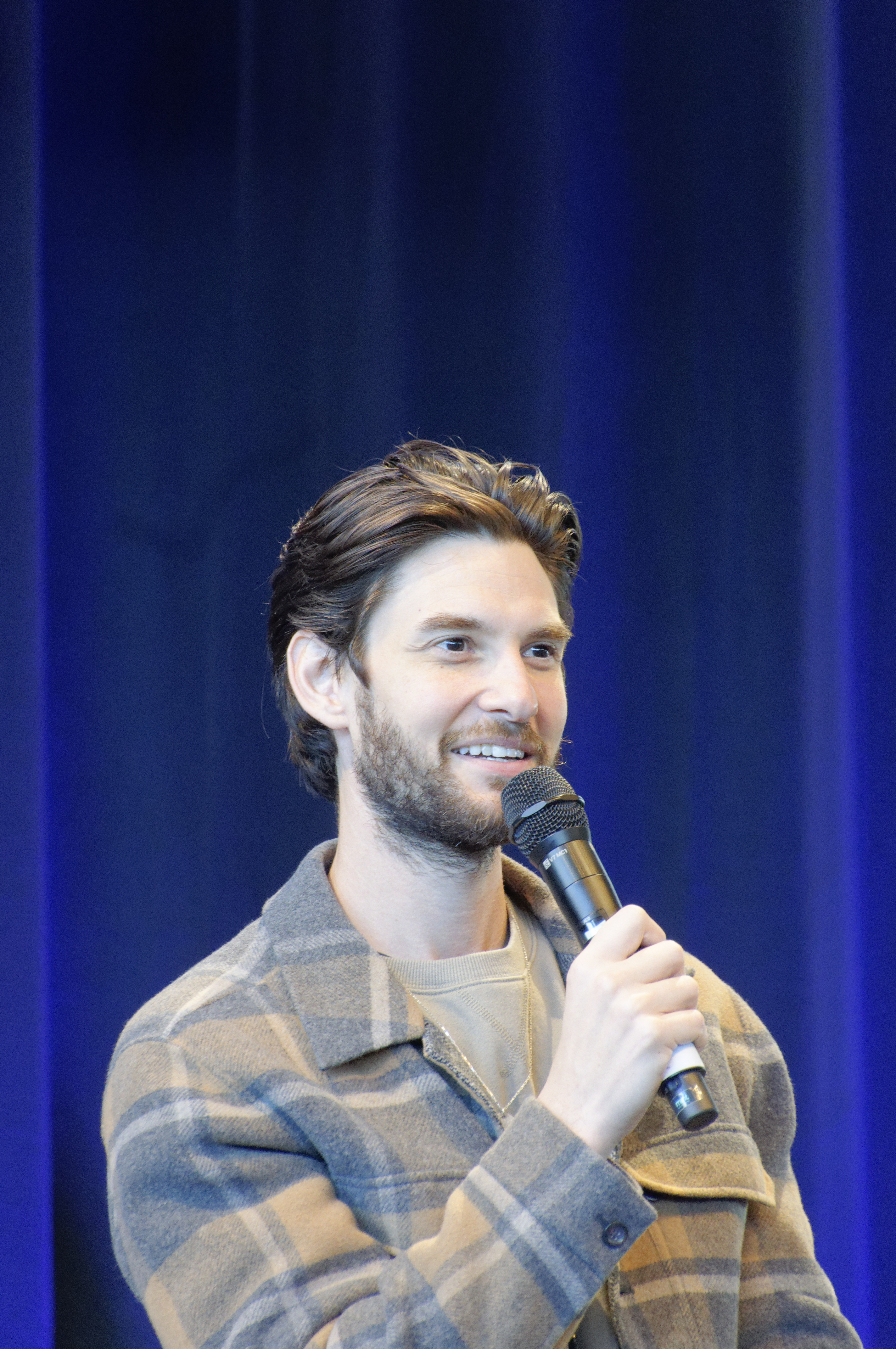
Ben Barnes (2021)

Benjamin „Ben“ Thomas Barnes (* 20. August 1981 in London, England) ist ein britischer Film- und Theaterschauspieler sowie Sänger. Er wurde vor allem durch die Rolle des Prinz Kaspian in dem zweiten Teil der verfilmten Fantasy-Romanreihe Die Chroniken von Narnia bekannt.

## Leben
Barnes ist der Sohn von Thomas Barnes, einem britischen Professor für Psychiatrie, und der aus Südafrika stammenden Patricia Barnes, die deutsche und niederländische Wurzeln hat und als Beziehungstherapeutin tätig ist. Barnes Großvater mütterlicherseits stammt aus Kaiserslautern. Er ist auch entfernt verwandt mit dem ehemaligen US-Außenminister Henry Kissinger und hat einen jüngeren Bruder namens Jack Barnes.
Barnes studierte Englische Literatur und Theaterwissenschaften an der Universität Kingston. Er machte erstmals 2004 auf sich aufmerksam, als er bei der britischen Vorausscheidung des Eurovision Song Contest 2004 auftrat. Der damals 22-Jährige war das älteste Mitglied der vierköpfigen Boyband Hyrise, die jedoch bereits in der ersten Runde den Wettbewerb verlassen musste. Laut Barnes war die Teilnahme eine „Jugendsünde“. Die Band hat sich mittlerweile getrennt. Barnes spielt das Piano und Schlagzeug.
Dennoch konnte er so seinen Erfolg nutzen und erste Theaterengagements bekommen. 2006 erfolgte auch sein Debüt als Schauspieler in einer Episode der britischen Krankenhausserie Doctors. Von 1997 bis 2003 war Barnes Mitglied beim National Youth Music Theatre. Auch spielte er im Herbst 2007 im Fantasy-Film Der Sternwanderer eine Nebenrolle. Außerdem war er im Musikvideo von The Sofa Song (The Kooks) zu sehen.
Am 3. Februar 2007 gab die Times bekannt, dass Barnes 2008 in Die Chroniken von Narnia: Prinz Kaspian von Narnia, dem zweiten Film der Chroniken von Narnia die Haupt- und Titelrolle – Prinz Kaspian – übernehmen werde. Am 9. September 2009 war in London die Premiere zu Das Bildnis des Dorian Gray, in der Barnes (als Dorian Gray) neben Colin Firth (Lord Henry Wotton) zu sehen war.
2010 spielte er in Die Chroniken von Narnia: Die Reise auf der Morgenröte wieder die Rolle des König Kaspian neben Skandar Keynes (als Edmund Pevensie) und Georgie Henley (als Lucy Pevensie). Die Dreharbeiten fanden ab August 2009 in Australien statt. Im Jahr 2014 erschien der Fantasyfilm Seventh Son, in dem er neben Jeff Bridges, Julianne Moore und Antje Traue auftrat. 2015 spielte er in Sons of Liberty.
Im Jahr 2021 kehrte Ben Barnes zu seinen musikalischen Wurzeln zurück und veröffentlichte mit 11:11 eine Single und ein Musikvideo. Auch publizierte er ein Extended Play mit den Songs "11:11", "Rise Up", "Pirate Song", "Not The End", und "Ordinary Day".

## Filmografie
- 2006: Bigga than Ben
- 2007: Der Sternwanderer (Stardust)
- 2008: Die Chroniken von Narnia: Prinz Kaspian von Narnia (The Chronicles of Narnia: Prince Caspian)
- 2008: Easy Virtue – Eine unmoralische Ehefrau (Easy Virtue)
- 2009: Das Bildnis des Dorian Gray (Dorian Gray)
- 2010: Locked In
- 2010: Die Chroniken von Narnia: Die Reise auf der Morgenröte (The Chronicles of Narnia: The Voyage of the Dawn Treader)
- 2010: Killing Bono
- 2012: Der Dieb der Worte (The Words)
- 2013: The Big Wedding
- 2014: Seventh Son
- 2014: By the Gun
- 2014: Love Me Like You Do – Aus Schicksal wird Liebe (Jackie & Ryan)
- 2015: Sons of Liberty (Fernsehserie, 3 Episoden)
- 2016–2018: Westworld (Fernsehserie, 11 Episoden)
- 2017–2019: Marvel’s The Punisher (Fernsehserie, 25 Episoden)
- 2019: Gold Digger (Fernsehserie, 6 Episoden)
- 2021–2023: Shadow and Bone – Legenden der Grisha (Shadow and Bone, Fernsehserie, 16 Episoden)
- 2022: Guillermo del Toro’s Cabinet of Curiosities (Fernsehserie, Folge 1x05)
- 2023: Black Mirror (Fernsehserie, Folge Joan Is Awful)
- 2023: The Critic
- 2025: Das Institut (The Institute, Fernsehserie, 8 Folgen)

## Auszeichnungen und Nominierungen
- Teen Choice Awards 2008 Choice Movie Breakout Male (Nominierung)
- MTV Movie Awards 2009 Bester Newcomer (Nominierung)